# Echévarri
San Esteban de Echévarri (em castelhano) ou Etxebarri Doneztebeko Elizatea (em basco) é um município da Espanha na província da Biscaia, comunidade autónoma do País Basco. Faz parte da comarca de Grande Bilbau e tem 3,26 km² de área. Em 2021 tinha 11 664 habitantes (densidade: 3 577,9 hab./km²).